# 芥子醇
芥子醇（英語：Sinapinic alcohol）是一种苯丙素类有机化合物，结构上类似肉桂酸，由苯丙素代谢途径生物合成，合成的前体为芥子醛。在植物化学中，芥子醇是三种木质素单体之一，用于合成木质素，芥子醇同时也是合成香豆素的前体。